# Vijay Shekhar Sharma

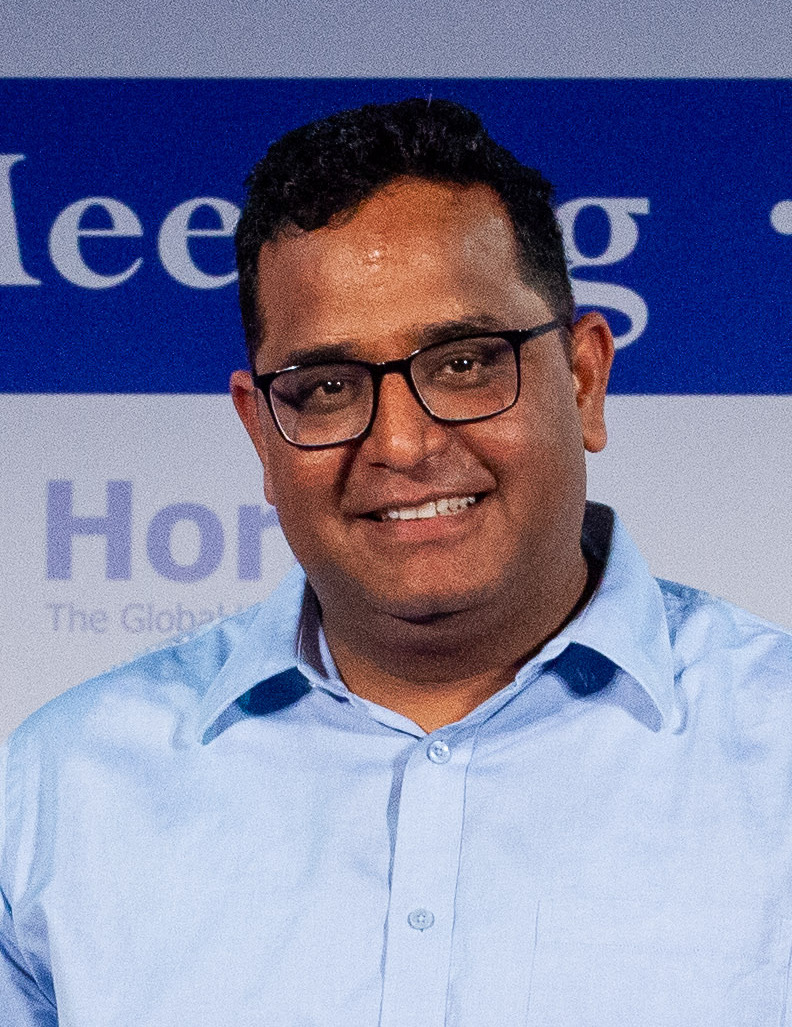
Vijay Shekhar Sharma (2019)

Vijay Shekhar Sharma (geboren am 7. Juni 1978 in Aligarh (Uttar Pradesh)) ist ein indischer Technologie-Unternehmer und Multimillionär. Er ist Gründer und Vorsitzender des indischen e-Commerce-Riesen One97 Communications und des Bezahldienstes Paytm.

## Herkunft und Ausbildung
Vijay Shekhar Sharma wurde 1978 in Aligarh im nordindischen Uttar Pradesh als drittes von vier Kindern des Lehrers Sulom Prakash und der Hausfrau Asha Sharma geboren. Er besuchte die Schule in Harduaganj, einer kleinen Stadt in der Nähe von Aligarh. Als Hochbegabter ging er im Alter von 15 Jahren an das Delhi College of Engineering (heute Delhi Technological University) und erwarb dort mit 19 Jahren seinen B.Tech-Abschluss.

## Karriere
Noch auf dem College entwickelte er 1997 die Website indiasite.net, die er zwei Jahre später für 1 Mio. US$ verkaufte. 2000 gründete er One97 Communications, das mobile Inhalte wie Nachrichten, Cricket-Ergebnisse, Klingeltöne, Witze und Examensergebnisse anbot. One97 Communications Limited ist auch die Muttergesellschaft von Paytm, einem digitalen Bezahldienst, den Sharma 2010 auf den Markt brachte. Im November 2021 ging Paytm an die Börse und sammelte 2,5 Mrd. Dollar bei einer Bewertung von 19 Mrd. Dollar ein, was es zum bis dahin größten Börsengang Indiens machte.
Sharma betätigt sich auch als Business Angel Tech-Startups. Im Jahr 2018 rief Sharma zusammen mit dem Risikokapitalgeber Shailesh Vickram Singh den Massive Fund ins Leben, einen Klimafonds, der in Start-ups investieren sollte, die sich mit Problemen in kritischen Bereichen wie Ernährung, Landwirtschaft, Luft- und Wasserverschmutzung beschäftigten. Mit der Zusage von 150 Mio. $ zur Unterstützung des Umweltschutzes wollte Massive Fonds auch in die Bereiche erneuerbare Energien und Wertstoffe investieren.
Laut der Forschungsplattform Tracxn hat Sharma über VSS Investco in mindestens 21 Start-ups investiert, darunter beispielsweise den Elektrofahrzeughersteller Ola Electric, das Bildungsunternehmen LeverageEdu und das Raumfahrt-Start-up Kawa Space.
Im Oktober 2023 legte er für Paytm einen Fonds in Höhe von 300 Mio. $ auf, der Start-ups im Bereich neuer Spitzentechnologien wie künstlicher Intelligenz (KI) und Elektrofahrzeuge unterstützen soll. Er konzentriert sich auf Investitionen in Unternehmen, die in Indien gegründet wurden und Produkte und Dienstleistungen für den indischen Markt entwickeln.

## Ehrenamtliche Tätigkeiten
Sharma wurde 2017 zum Schirmherr für Saubere Luft des UN-Umweltprogramms (UNEP) ernannt, wo er sich für umweltgerechtes Bewusstsein und Verhalten einsetzt und als Anwalt für die Ziele der UNEP-Kampagne Breathe Life aktiv ist.

## Auszeichnungen (Auswahl)
- 2022 Best Serial Entrepreneur Award beim Gipfeltreffen für die Entwicklung des ländlichen Raums und der Städte verliehen vom indischen Staatsminister für Wohnungsbau und städtische Angelegenheiten[20]
- 2018 Auszeichnung als Unternehmer des Jahres durch die All India Management Association (AIMA)[21]
- 2017 Auszeichnung als jüngster indischer Milliardär durch das Forbes-Magazin[22]
- 2017 Nennung unter die 100 most influential people durch das Time Magazine[23]
- 2016 Auszeichnung als Unternehmer des Jahres durch The Economic Times[24]
- 2017 Nennung unter die 50 einflussreichsten jungen Inder durch GQ – Gentlemen’s Quarterly[25]
- 2017 Auszeichnung als IT-Experte des Jahres durch Dataquest[26]
- 2016 Ehrendoktorwürde der Amity University Gurugram[27]
- 2016 Verleihung des Yash Bharati, der höchsten zivilen staatlichen Auszeichnung in Uttar Pradesh[28]
- 2016 Auszeichnung als Businessman of the Year durch GQ[29]
- 2016 Auszeichnung als Inder des Jahres durch New Delhi Television (NDTV)[30]
- 2015 Auszeichnung als India's Hottest Business Leader under 40 durch The Economic Times[31]

## Privatleben
Sharma ist verheiratet mit Mridula Parashar Sharma, sie haben ein gemeinsames Kind.
Er nennt Jack Ma, den Gründer von Alibaba, und Masayoshi Son, den CEO der Softbank Group als seine Vorbilder. Im September 2022 wurde sein Netto-Vermögen von der Zeitschrift Forbes auf 1,1 Mrd. US$ geschätzt.